# Viktor Gyökeres
Viktor Einar Gyökeres (tiếng Thụy Điển: [ˈvɪ̌kːtɔr ˈjø̂ːkɛrɛs], sinh ngày 4 tháng 6 năm 1998) là một cầu thủ bóng đá chuyên nghiệp người Thụy Điển hiện đang thi đấu ở vị trí tiền đạo cắm cho câu lạc bộ Premier League Arsenal và đội tuyển bóng đá quốc gia Thụy Điển.

## Sự nghiệp câu lạc bộ

### IFK Aspudden-Tellus
Gyökeres bắt đầu sự nghiệp của mình tại câu lạc bộ IFK Aspudden-Tellus trước khi chuyển đến câu lạc bộ IF Brommapojkarna vào năm 2013.

### IF Brommapojkarna
Gyökeres ký hợp đồng với IF Brommapojkarna sau khi rời IFK Aspudden-Tellus vào năm 2013 và gia nhập đội cấp độ U-17 của câu lạc bộ. Anh thi đấu cho các đội trẻ và ra mắt đội tuyển quốc gia hai năm sau đó. Anh ghi bàn thắng đầu tiên cho câu lạc bộ vào ngày 20 tháng 8 năm 2015 khi lập cú đúp trong chiến thắng 3–0 trước IF Sylvia tại Svenska Cupen. Năm sau, khi câu lạc bộ đã phải xuống hạng sau mùa giải trước, Gyökeres đã ghi bảy bàn để giúp Brommapojkarna thăng hạng trở lại Superettan. Sau đó, anh giúp Brommapojkarna vào bán kết Svenska Cupen khi ghi bàn thắng quyết định trong trận tứ kết với đội bóng hạng nhất Elfsborg. Tuy nhiên, Brommapojkarna đã không thể tiếp tục tiến xa hơn khi gặp thất bại trước IFK Norrköping với tỷ số 4–0 ở vòng tiếp theo.
Vào ngày 6 tháng 9 năm 2017, sau khi ghi 10 bàn thắng cho đến thời điểm đó, Gyökeres đã ký hợp đồng hai năm rưỡi với đội bóng Brighton & Hove Albion tại Premier League với thỏa thuận sẽ được thực hiện khi mùa giải Superettan kết thúc. Anh kết thúc mùa giải với 13 bàn thắng sau 29 lần ra sân ở giải đấu, bao gồm một hat-trick vào ngày thi đấu cuối cùng khi Brommapojkarna giành quyền thăng hạng lên Allsvenskan với tư cách là nhà vô địch giải đấu.

### Brighton & Hove Albion
Gyökeres gia nhập Brighton vào ngày 1 tháng 1 năm 2018 và sau đó bắt đầu tập luyện cùng đội U-23 của câu lạc bộ. Anh có trận ra mắt chuyên nghiệp cho câu lạc bộ vào ngày 28 tháng 8 trong trận thua 1–0 trước Southampton tại EFL Cup. Vào ngày 26 tháng 1 năm 2019, Gyökeres có trận ra mắt FA Cup khi vào sân thay người trong trận hòa 0–0 trên sân nhà trước West Bromwich Albion.

#### Cho mượn tại FC St. Pauli
Vào tháng 7 năm 2019, Gyökeres gia nhập đội bóng hạng hai của Đức FC St. Pauli theo dạng cho mượn trong mùa giải 2019–20. Anh ra mắt với tư cách cầu thủ dự bị trong trận hòa 1–1 trước Arminia tại vòng thi đấu đầu tiên của giải hạng hai Đức. Gyökeres ghi bàn thắng đầu tiên cho St. Pauli vào ngày 29 tháng 9 khi ghi bàn thứ hai trong chiến thắng 2–0 trên sân nhà trước SV Sandhausen.

#### Quay trở lại Brighton & Hove Albion
Sau khi mùa giải 2019–20 kết thúc, Gyökeres quay trở lại Brighton. Vào ngày 17 tháng 9 năm 2020, anh ghi bàn thắng đầu tiên cho Brighton trong chiến thắng 4–0 trước Portsmouth ở EFL Cup.

#### Cho mượn tại Swansea City
Vào ngày 2 tháng 10 năm 2020, Gyökeres gia nhập đội bóng Swansea City tại EFL Championship dưới dạng cho mượn trong phần còn lại của mùa giải 2020–21. Anh ra mắt một ngày sau đó khi vào sân thay người trong chiến thắng 2–1 trên sân nhà trước Millwall. Anh ghi bàn thắng đầu tiên cho Swansea vào ngày 9 tháng 1 năm 2021 khi ghi bàn thứ hai trong chiến thắng 2–0 trên sân khách trước Stevenage, giúp Swansea lọt vào vòng 4 FA Cup. Vào ngày 14 tháng 1 năm 2021, anh quay trở lại Brighton.

### Coventry City
Gyökeres gia nhập Coventry City theo dạng cho mượn vào ngày 15 tháng 1 năm 2021. Anh đá chính và chơi 59 phút trong trận ra mắt với câu lạc bộ bốn ngày sau đó, trong trận thua 0–3 trên sân khách trước Reading. Anh ghi bàn trong lần ra sân đầu tiên tại sân vận động St Andrew's trong chiến thắng chung cuộc 2–0 trước Sheffield Wednesday vào ngày 27 tháng 1. Đây chính là bàn thắng đầu tiên của anh ở làng bóng đá Anh.
Anh trở lại Coventry City vào ngày 9 tháng 7 năm 2021 sau khi ký hợp đồng có thời hạn 3 năm. Gyökeres ghi bàn trong trận mở màn mùa giải EFL Championship 2021–22 của Coventry vào ngày 8 tháng 8 năm 2021 để giúp Coventry lội ngược dòng trong chiến thắng chung cuộc 2–1 trước Nottingham Forest, trận sân nhà đầu tiên của Coventry kể từ tháng 4 năm 2019 sau khi chia sân với Birmingham City. Trong suốt mùa giải 2021–22, Gyökeres ghi 17 bàn sau 45 lần ra sân cho Coventry City.
Vào tháng 11 năm 2022, trong mùa giải EFL Championship 2022–23, anh được vinh danh là cầu thủ xuất sắc nhất tháng sau khi ghi bốn bàn sau bốn trận để giúp Coventry có bốn trận thắng liên tiếp trong khoảng thời gian đó. Anh được vinh danh giải thưởng này lần thứ hai vào tháng 3 năm 2023 sau khi ghi ba bàn thắng và thực hiện ba đường kiến tạo.

### Sporting CP

#### 2023–24: Mùa giải đầu tiên đột phá
Vào ngày 13 tháng 7 năm 2023, Gyökeres chuyển đến Sporting CP với bản hợp đồng có thời hạn 5 năm với trị giá kỷ lục 20 triệu euro kèm 4 triệu euro tiền thưởng. Coventry cũng nhận được từ 10 đến 15% lợi nhuận mà Sporting đã nhận được từ một vụ chuyển nhượng trong tương lai và điều khoản giải phóng được đặt ở mức 100 triệu euro.
Vào ngày 12 tháng 8, Gyökeres đá chính và ghi hai bàn trong trận ra mắt câu lạc bộ của anh, trận chiến thắng 3–2 trên sân nhà trước Vizela. Vào ngày 21 tháng 9, Gyökeres đá chính trong trận ra mắt của anh ở đấu trường châu Âu và ghi bàn trong chiến thắng 2–1 trên sân khách trước Sturm Graz ở vòng bảng UEFA Europa League. Vào ngày 26 tháng 10, anh nhận thẻ đỏ đầu tiên trong sự nghiệp câu lạc bộ của mình sau tám phút mở màn trong chuyến làm khách của Sporting CP trước Raków Częstochowa tai vòng bảng UEFA Europa League. Vào ngày 2 tháng 11, Gyökeres đã lập hat-trick trong chiến thắng 4–2 trên sân nhà trước Farense trong trận ra mắt Taça da Liga của mình. Mười ngày sau, anh ghi bàn trong trận thua 2–1 trước kình địch địa phương Benfica. Vào ngày 26 tháng 11, Gyökeres vào sân thay người ở hiệp hai và ghi bàn thắng cuối cùng cho Sporting trong trận thắng 8–0 trên sân nhà trước câu lạc bộ Campeonato de Portugal Dumiense tại Taça de Portugal. Vào ngày 19 tháng 12, anh ghi bàn và kiến tạo trong chiến thắng 2–0 trên sân nhà trước đối thủ Porto.
Vào ngày 5 tháng 1 năm 2024, Gyökeres thực hiện bốn pha kiến tạo trong chiến thắng 5–1 trên sân nhà trước Estoril. Vào ngày 17 tháng 3, anh ghi hat-trick đầu tiên tại Primeira Liga trong chiến thắng 6–1 trước Boavista. Từ tháng 9 năm 2023 đến tháng 1 năm 2024, Gyökeres ghi 13 bàn và thực hiện 6 pha kiến tạo và được vinh danh là Cầu thủ xuất sắc nhất tháng và Tiền đạo của tháng trong vòng năm tháng liên tiếp. Vào ngày 29 tháng 4, khi Sporting bị dẫn trước hai bàn, anh ghi một cú đúp ở phút thứ 8 và 88 trong trận hòa 2–2 trước Porto trong chuyến làm khách tại Sân vận động Dragão để đảm bảo vị trí đầu bảng xếp hạng với 5 điểm trước đối thủ Benfica cho Sporting. Vào cuối tháng, Gyökeres một lần nữa được vinh danh là Cầu thủ xuất sắc nhất tháng và Tiền đạo của tháng.
Vào ngày 5 tháng 5, Sporting đã giành được danh hiệu Primeira Liga thứ 20 về mặt toán học sau thất bại của Benfica trước Famalicão. Gyökeres kết thúc mùa giải đầu tiên tại câu lạc bộ với tư cách là Vua phá lưới Primeira Liga với 29 bàn thắng và đồng thời ghi một cú đúp trong trận đấu cuối cùng của Sporting trong mùa giải gặp Chaves vào ngày 18 tháng 5 để trở thành cầu thủ Thụy Điển thứ hai giành được danh hiệu Vua phá lưới sau Mats Magnusson vào mùa giải 1989–90. Vào ngày 28 tháng 5, hai ngày sau khi ra sân cho câu lạc bộ trong trận chung kết Cúp Bồ Đào Nha, Gyökeres đã trải qua ca phẫu thuật đầu gối trái ở Lisbon.

#### 2024–25: Vua phá lưới năm 2024
Gyökeres trở lại sau chấn thương vào ngày 3 tháng 8 năm 2024 và lập hai kiến tạo trong trận thua 4–3 trước đối thủ Porto tại Supertaça Cândido de Oliveira 2024. Anh ghi bảy bàn trong bốn trận đấu của giải đấu trong tháng 8, bao gồm một cú hat-trick trong chiến thắng 5–0 trên sân khách trước Farense vào ngày 23 tháng 8. Sau trận đấu đó, anh trở thành cầu thủ ghi nhiều bàn thắng nhất của giải Ngoại hạng Bồ Đào Nha trong thế kỷ 21 sau bốn tuần thi đấu. Gyökeres cũng giành giải Cầu thủ xuất sắc nhất tháng và Tiền đạo xuất sắc nhất tháng của giải đấu vào tháng 8. Vào ngày 17 tháng 9, anh ghi bàn thắng đầu tiên ngay trong trận ra mắt của mình tại UEFA Champions League với thể thức hạng đấu mới khi mở tỷ số trong chiến thắng 2–0 của Sporting trước Lille. Vào ngày 1 tháng 11, Gyökeres ghi bốn bàn trong một trận đấu duy nhất trong chiến thắng 5–1 trước Farense, với cú hat-trick trong hiệp một của anh san bằng thành tích của Beto Acosta trong mùa giải 2000–01. Vào ngày 5 tháng 11, anh trở thành cầu thủ Thụy Điển thứ hai sau Zlatan Ibrahimović và là cầu thủ Sporting đầu tiên lập một hat-trick trong chiến thắng 4–1 trước Manchester City. Vào ngày 16 tháng 12, anh được trao giải Quả bóng vàng Thụy Điển 2024 (Guldbollen), giải thưởng thường niên dành cho cầu thủ bóng đá Thụy Điển xuất sắc nhất năm, cho những thành tích và phong độ xuất sắc của anh năm 2024.

## Sự nghiệp quốc tế

### Đội trẻ
Gyökeres từng là cầu thủ trẻ của Thụy Điển ở các cấp độ lứa tuổi U-19 và U-21.
Gyökeres thường xuyên ra sân cho Thụy Điển trong vòng loại Giải vô địch U-19 châu Âu 2017. Anh ghi hai bàn, bao gồm bàn thắng ấn định chiến thắng vào lưới Ý để giúp Thụy Điển lần đầu tiên tham dự giải đấu này. Sau đó, anh được chọn vào đội tham dự giải đấu ở Gruzia và ghi bàn trong cả ba trận đấu vòng bảng của Thụy Điển nhưng anh đã không thể giúp Thụy Điển tiến vào vòng loại trực tiếp của giải đấu. Ba bàn thắng của Gyökeres sau đó giúp anh chia giải thưởng Chiếc giày vàng với Ben Brereton Díaz, Ryan Sessegnon (Anh) và Joël Piroe (Hà Lan).

### Đội tuyển quốc gia
Vào ngày 8 tháng 1 năm 2019, Gyökeres có trận ra mắt cho Đội tuyển bóng đá quốc gia Thụy Điển trong trận thua 0–1 trước Phần Lan. Chỉ ba ngày sau, Gyökeres ghi bàn thắng đầu tiên cho Thụy Điển trong trận hòa 2–2 trước Iceland.
Vào tháng 10 năm 2021, sau khi ghi 9 bàn sau 11 trận tại EFL Championship cho Coventry, Gyökeres được gọi vào đội tuyển quốc gia Thụy Điển để thay thế Zlatan Ibrahimović trong trận gặp Kosovo và Hy Lạp ở vòng loại World Cup 2022.
Trong trận gặp Bỉ ở vòng loại Euro 2024 trên sân khách vào ngày 16 tháng 10 năm 2023, Viktor Gyökeres mở tỷ số cho Thụy Điển ở phút thứ 15 trước khi bị Romelu Lukaku gỡ hòa. Sau hiệp một, trận này bị hủy bỏ sau khi hai cổ động viên người Thụy Điển bên ngoài sân vận động bị bắn chết bởi một người đàn ông gốc Tunisia tự xưng là một thành viên của Nhà nước Hồi giáo Iraq và Levant (ISIS) trong một vụ xả súng chết người liên quan đến khủng bố Hồi giáo ở Bruxelles.
Vào ngày 16 tháng 11 năm 2024, Gyökeres ghi bàn thắng đầu tiên trong chiến thắng 2–1 trước Slovakia, giúp Thụy Điển giành quyền thăng hạng lên hạng đấu B của UEFA Nations League. Ba ngày sau, anh ghi bốn bàn trong chiến thắng 6–0 trên sân nhà trước Azerbaijan tại Nations League và lập cú hat-trick quốc tế đầu tiên của mình.

## Phong cách chơi bóng
Gyökeres là một cầu thủ bóng đá có thể hình khỏe mạnh và anh sử dụng sức mạnh của mình để đảm bảo quyền kiểm soát bóng khi gặp áp lực. Hơn nữa, anh có khả năng xoay người rất nhanh và đồng thời là một người chạy nhanh, mạnh mẽ khi đang chơi bóng và là mối đe dọa trước khung thành. Anh cũng giành được hiệu quả trong việc mang lại cho các hậu vệ của đội mình một chút thời gian nghỉ ngơi sau khi cản phá. Là một tiền đạo mạnh mẽ và thể chất, anh gây chú ý nhờ tốc độ, sức chịu đựng và khả năng dứt điểm cũng như khả năng gây bất ngờ cho đối thủ bằng những màn trình diễn kỹ thuật bùng nổ nhờ kỹ năng điều khiển bóng, xử lý bóng trong khu vực chật hẹp và ứng biến khi cần thiết.

### Kiểu ăn mừng bàn thắng
Gyökeres được biết đến qua kiểu ăn mừng bàn thắng của mình bằng cách bắt chéo cả hai tay lên miệng. Đồng đội của anh ở Coventry City, Josh Eccles, từng nói vào tháng 3 năm 2023 rằng anh đã biết đến kiểu ăn mừng bàn thắng này dựa trên nhân vật Hannibal Lecter. Thông qua một bài báo của tờ báo Thụy Điển Aftonbladet vào tháng 11 năm 2023, khi Gyökeres đang thi đấu cho Sporting CP, Viktor Gyökeres đã nói rằng kiểu ăn mừng bàn thắng có chứa đựng nhiều suy đoán, một mặt là sự kết hợp giữa Hannibal Lecter và Người Dơi và mọi thứ có thể, mặt khác thì không ai hiểu đúng nó. Vào ngày 18 tháng 12, trong cuộc phỏng vấn cho Sport TV sau chiến thắng 2–0 trên sân nhà trước đối thủ Porto, Gyökeres được hỏi về màn ăn mừng bàn thắng thường lệ của anh. Anh đã trả lời rằng: "Tôi nghĩ bạn sẽ hỏi tôi sớm hơn. Tôi đã ở đây được vài tháng và chưa có ai hỏi tôi câu hỏi đó cả... Tôi sẽ kể cho bạn sau mùa giải nếu chúng tôi vô địch giải VĐQG... không vấn đề gì". Vào tháng 6 năm 2024, giới truyền thông Bồ Đào Nha tuyên bố rằng màn ăn mừng bàn thắng của anh được lấy cảm hứng từ Bane, một nhân vật truyện tranh, sau khi Gyökeres đăng trên Instagram một cụm từ được cho là của Bane.

## Đời tư
Gyökeres sinh ra và lớn lên ở Stockholm và anh là người gốc Hungary thông qua ông nội. Anh từng có một mối quan hệ với Amanda Nildén, một nữ cầu thủ bóng đá chuyên nghiệp và người đồng hương của anh. Sau khi chuyển đến Brighton vào năm 2018, anh đã cùng Nildén chuyển đến Anh. Sau đó, Nildén đã gây ấn tượng và do vậy đảm bảo được một suất đá chính trong đội nữ của Brighton. Gyökeres và Nildén biết nhau ở tuổi thiếu niên khi họ còn chơi cho IF Brommapojkarna, một câu lạc bộ ở ngoại ô Stockholm. Vào tháng 1 năm 2024, có thông tin tiết lộ rằng anh có mối quan hệ với nữ diễn viên người Bồ Đào Nha Inês Aguiar.

## Thống kê sự nghiệp

### Câu lạc bộ
Tính đến 25 tháng 5 năm 2025
| Câu lạc bộ             | Mùa giải            | Giải đấu            | Giải đấu | Giải đấu | Cúp quốc gia | Cúp quốc gia | Cúp Liên đoàn | Cúp Liên đoàn | Châu lục | Châu lục | Khác | Khác | Tổng cộng | Tổng cộng |
| Câu lạc bộ             | Mùa giải            | Hạng đấu            | Trận     | Bàn      | Trận         | Bàn          | Trận          | Bàn           | Trận     | Bàn      | Trận | Bàn  | Trận      | Bàn       |
| ---------------------- | ------------------- | ------------------- | -------- | -------- | ------------ | ------------ | ------------- | ------------- | -------- | -------- | ---- | ---- | --------- | --------- |
| Brommapojkarna         | 2015                | Superettan          | 8        | 0        | 4            | 3            | —             | —             | —        | —        | —    | —    | 12        | 3         |
| Brommapojkarna         | 2016                | Division 1          | 19       | 7        | 6            | 2            | —             | —             | —        | —        | —    | —    | 25        | 9         |
| Brommapojkarna         | 2017                | Superettan          | 29       | 13       | 1            | 0            | —             | —             | —        | —        | —    | —    | 30        | 13        |
| Brommapojkarna         | Tổng cộng           | Tổng cộng           | 56       | 20       | 11           | 5            | 0             | 0             | 0        | 0        | 0    | 0    | 67        | 25        |
| Brighton & Hove Albion | 2017–18             | Premier League      | 0        | 0        | 0            | 0            | 0             | 0             | —        | —        | —    | —    | 0         | 0         |
| Brighton & Hove Albion | 2018–19             | Premier League      | 0        | 0        | 4            | 0            | 1             | 0             | —        | —        | —    | —    | 5         | 0         |
| Brighton & Hove Albion | 2019–20             | Premier League      | 0        | 0        | 0            | 0            | 0             | 0             | —        | —        | —    | —    | 0         | 0         |
| Brighton & Hove Albion | 2020–21             | Premier League      | 0        | 0        | 0            | 0            | 3             | 1             | —        | —        | —    | —    | 3         | 1         |
| Brighton & Hove Albion | Tổng cộng           | Tổng cộng           | 0        | 0        | 4            | 0            | 4             | 1             | 0        | 0        | 0    | 0    | 8         | 1         |
| FC St. Pauli (mượn)    | 2019–20             | 2. Bundesliga       | 26       | 7        | 2            | 0            | —             | —             | —        | —        | —    | —    | 28        | 7         |
| Swansea City (mượn)    | 2020–21             | Championship        | 11       | 0        | 1            | 1            | 0             | 0             | —        | —        | —    | —    | 12        | 1         |
| Coventry City (mượn)   | 2020–21             | Championship        | 19       | 3        | 0            | 0            | 0             | 0             | —        | —        | —    | —    | 19        | 3         |
| Coventry City          | 2021–22             | Championship        | 45       | 17       | 2            | 1            | 0             | 0             | —        | —        | —    | —    | 47        | 18        |
| Coventry City          | 2022–23             | Championship        | 46       | 21       | 1            | 1            | 0             | 0             | —        | —        | 3    | 0    | 50        | 22        |
| Coventry City          | Tổng cộng           | Tổng cộng           | 91       | 38       | 3            | 2            | 0             | 0             | 0        | 0        | 3    | 0    | 97        | 40        |
| Sporting CP            | 2023–24             | Primeira Liga       | 33       | 29       | 6            | 6            | 2             | 3             | 9        | 5        | —    | —    | 50        | 43        |
| Sporting CP            | 2024–25             | Primeira Liga       | 33       | 39       | 7            | 5            | 3             | 4             | 8        | 6        | 1    | 0    | 52        | 54        |
| Sporting CP            | Tổng cộng           | Tổng cộng           | 66       | 68       | 13           | 11           | 5             | 7             | 17       | 11       | 1    | 0    | 102       | 97        |
| Arsenal                | 2025–26             | Premier League      | 0        | 0        | 0            | 0            | 0             | 0             | 0        | 0        | —    | —    | 0         | 0         |
| Tổng cộng sự nghiệp    | Tổng cộng sự nghiệp | Tổng cộng sự nghiệp | 269      | 136      | 34           | 19           | 9             | 8             | 17       | 11       | 7    | 0    | 336       | 174       |

1. ↑  Bao gồm Svenska Cupen, FA Cup, DFB-Pokal và Taça de Portugal
2. ↑  Bao gồm EFL Cup và Taça da Liga
3. ↑  Ra sân tại Play-off EFL Championship
4. ↑  Số lần ra sân tại UEFA Europa League
5. 1 2  Số lần ra sân tại UEFA Champions League
6. ↑  Ra sân tại Supertaça Cândido de Oliveira

### Quốc tế
Tính đến 19 tháng 11 năm 2024
| Đội tuyển quốc gia | Năm       | Trận | Bàn |
| ------------------ | --------- | ---- | --- |
| Thụy Điển          | 2019      | 2    | 1   |
| Thụy Điển          | 2020      | 0    | 0   |
| Thụy Điển          | 2021      | 2    | 0   |
| Thụy Điển          | 2022      | 7    | 1   |
| Thụy Điển          | 2023      | 8    | 3   |
| Thụy Điển          | 2024      | 7    | 10  |
| Tổng cộng          | Tổng cộng | 26   | 15  |

Tỷ số và kết quả liệt kê bàn thắng của Thụy Điển được để trước, cột tỷ số cho biết tỷ số sau mỗi bàn thắng của Gyökeres.
| #  | Ngày                 | Địa điểm                                                | Đối thủ    | Bàn thắng | Kết quả | Giải đấu                    |
| -- | -------------------- | ------------------------------------------------------- | ---------- | --------- | ------- | --------------------------- |
| 1  | 11 tháng 1 năm 2019  | Sân vận động Quốc tế Khalifa, Doha, Qatar               | Iceland    | 1–1       | 2–2     | Giao hữu                    |
| 2  | 12 tháng 6 năm 2022  | Sân vận động Ullevaal, Oslo, Na Uy                      | Na Uy      | 2–3       | 2–3     | UEFA Nations League 2022–23 |
| 3  | 27 tháng 3 năm 2023  | Friends Arena, Solna, Thụy Điển                         | Azerbaijan | 3–0       | 5–0     | Vòng loại UEFA Euro 2024    |
| 4  | 9 tháng 9 năm 2023   | A. Le Coq Arena, Tallinn, Estonia                       | Estonia    | 1–0       | 5–0     | Vòng loại UEFA Euro 2024    |
| 5  | 16 tháng 10 năm 2023 | Sân vận động Nhà vua Baudouin, Bruxelles, Bỉ            | Bỉ         | 1–0       | 1–1     | Vòng loại UEFA Euro 2024    |
| 6  | 21 tháng 3 năm 2024  | Sân vận động D. Afonso Henriques, Guimarães, Bồ Đào Nha | Bồ Đào Nha | 1–4       | 2–5     | Giao hữu                    |
| 7  | 5 tháng 9 năm 2024   | Sân vận động Tofiq Bahramov, Baku, Azerbaijan           | Azerbaijan | 3–0       | 3–1     | UEFA Nations League 2024–25 |
| 8  | 8 tháng 9 năm 2024   | Strawberry Arena, Solna, Thụy Điển                      | Estonia    | 1–0       | 3–0     | UEFA Nations League 2024–25 |
| 9  | 8 tháng 9 năm 2024   | Strawberry Arena, Solna, Thụy Điển                      | Estonia    | 3–0       | 3–0     | UEFA Nations League 2024–25 |
| 10 | 14 tháng 10 năm 2024 | A. Le Coq Arena, Tallinn, Estonia                       | Estonia    | 3–0       | 3–0     | UEFA Nations League 2024–25 |
| 11 | 16 tháng 11 năm 2024 | Strawberry Arena, Solna, Thụy Điển                      | Slovakia   | 1–0       | 2–1     | UEFA Nations League 2024–25 |
| 12 | 19 tháng 11 năm 2024 | Strawberry Arena, Solna, Thụy Điển                      | Azerbaijan | 2–0       | 6–0     | UEFA Nations League 2024–25 |
| 13 | 19 tháng 11 năm 2024 | Strawberry Arena, Solna, Thụy Điển                      | Azerbaijan | 3–0       | 6–0     | UEFA Nations League 2024–25 |
| 14 | 19 tháng 11 năm 2024 | Strawberry Arena, Solna, Thụy Điển                      | Azerbaijan | 5–0       | 6–0     | UEFA Nations League 2024–25 |
| 15 | 19 tháng 11 năm 2024 | Strawberry Arena, Solna, Thụy Điển                      | Azerbaijan | 6–0       | 6–0     | UEFA Nations League 2024–25 |

## Danh hiệu

### Câu lạc bộ
IF Brommapojkarna
- Superettan: 2017[79]

Sporting CP
- Primeira Liga: 2023–24,[45] 2024–25[80]
- Taça de Portugal: 2024–25[81]

### Cá nhân
- Đội hình xuất sắc nhất mùa giải EFL Championship: 2022–23[82]
- Đội hình xuất sắc nhất mùa giải PFA: EFL Championship 2022–23[83]
- Cầu thủ xuất sắc nhất tháng EFL Championship: Tháng 11 năm 2022,[30] tháng 3 năm 2023[31]
- Chiếc giày vàng Giải vô địch bóng đá U-19 châu Âu: 2017[84]
- Cầu thủ xuất sắc nhất tháng Primeira Liga: Tháng 9 năm 2023, tháng 10 năm 2023, tháng 11 năm 2023, tháng 12 năm 2023, tháng 1 năm 2024, tháng 4 năm 2024
- Tiền đạo xuất sắc nhất tháng Primeira Liga: Tháng 9 năm 2023, tháng 10 năm 2023, tháng 11 năm 2023, tháng 12 năm 2023, tháng 1 năm 2024, tháng 4 năm 2024
- Vua phá lưới Primeira Liga: 2023–24
- Đội hình xuất sắc nhất năm của Primeira Liga: 2023–24